# بوهل (أيداهو)
بوهل (بالإنجليزية: Buhl)‏ هي مدينة أمريكية تقع في ولاية أيداهو. ويبلغ عدد سكانها 4122 نسمة حسب إحصاء سنة 2010 م 4122.

## التركيبة السكانية
قام مكتب تعداد الولايات المتحدة بتحديد بيانات التركيبة السكانية لبوهل في تعداد الولايات المتحدة. في ما يلي، التركيبة السكانية حسب تعدادي 2000 و2010.

### تعداد عام 2000
بلغ عدد سكان بوهل 3,985 نسمة بحسب تعداد عام 2000، وبلغ عدد الأسر 1,561 أسرة وعدد العائلات 1,045 عائلة مقيمة في المدينة. في حين سجلت الكثافة السكانية 2,367.1 نسمة لكل ميل مربع (913.9/كم2). وبلغ عدد الوحدات السكنية 1,689 وحدة بمتوسط كثافة قدره 1,003.3 نسمة لكل ميل مربع (387.4/كم2).
وتوزع التركيب العرقي للمدينة بنسبة 86.80% من البيض و0.75% من الأمريكيين الأصليين و0.73% من الأمريكيين ذوي الأصول الآسيوية و0.03% من سكان جزر المحيط الهادئ و0.03% من الأمريكيين الأفارقة و2.51% من عرقين مختلطين أو أكثر.
بلغ عدد الأسر 1,561 أسرة كانت نسبة 33.3% منها لديها أطفال تحت سن الثامنة عشر تعيش معهم، وبلغت نسبة الأزواج القاطنين مع بعضهم البعض 52.0% من أصل المجموع الكلي للأسر، ونسبة 9.9% من الأسر كان لديها معيلات من الإناث دون وجود شريك، وكانت نسبة 33.0% من غير العائلات. تألفت نسبة 29.2% من أصل جميع الأسر من أفراد ونسبة 17.8% كانوا يعيش معهم شخص وحيد يبلغ من العمر 65 عاماً فما فوق. وبلغ متوسط حجم الأسرة المعيشية 3.14، أما متوسط حجم العائلات فبلغ 2.53.
بلغ العمر الوسطي للسكان 36 عاماً. وكانت نسبة 28.5% من القاطنين تحت سن الثامنة عشر، وكانت نسبة 8.9% بين الثامنة عشر والأربعة وعشرون عاماً، ونسبة 24.9% كانت واقعةً في الفئة العمرية ما بين الخامسة والعشرين حتى الرابعة والأربعين عاماً، ونسبة 18.7% كانت ما بين الخامسة والأربعين حتى الرابعة والستين، ونسبة 19.0% كانت ضمن فئة الخامسة والستين عاماً فما فوق. يوجد لكل 100 أنثى 94.7 ذكر، ويوجد لكل 100 أنثى في الثامنة عشر من عمرها فما فوق 88.1 ذكر.
بلغ متوسط دخل الأسرة في المدينة 28,644 دولار، أما متوسط دخل العائلة فبلغ 34,242 دولار. وكان متوسط دخل الذكور 26,069 دولار مقابل 17,069 دولار للإناث. وسجل دخل الفرد الخاص بالمدينة 13,539 دولار. وكانت نسبة 9.6% من العائلات ونسبة 14.3% من السكان تحت خط الفقر، وكان من هؤلاء نسبة 17.6% تحت سن الثامنة عشر ونسبة 11.2% في الخامسة والستين من العمر وما فوق.

### تعداد عام 2010
بلغ عدد سكان بوهل 4,122 نسمة بحسب تعداد عام 2010، وبلغ عدد الأسر 1,596 أسرة وعدد العائلات 1,029 عائلة مقيمة في المدينة. في حين سجلت الكثافة السكانية 2,264.8 نسمة لكل ميل مربع (874.4/كم2). وبلغ عدد الوحدات السكنية 1,766 وحدة بمتوسط كثافة قدره 970.3 لكل ميل مربع (374.6/كم2).
وتوزع التركيب العرقي للمدينة بنسبة 81.9% من البيض و0.7% من الأمريكيين الأصليين و0.2% من الأمريكيين ذوي الأصول الآسيوية و0.1% من سكان جزر المحيط الهادئ و0.2% من الأمريكيين الأفارقة و3.1% من عرقين مختلطين أو أكثر.
بلغ عدد الأسر 1,596 أسرة كانت نسبة 34.3% منها لديها أطفال تحت سن الثامنة عشر تعيش معهم، وبلغت نسبة الأزواج القاطنين مع بعضهم البعض 47.9% من أصل المجموع الكلي للأسر، ونسبة 12.3% من الأسر كان لديها معيلات من الإناث دون وجود شريك، بينما كانت نسبة 4.2% من الأسر لديها معيلون من الذكور دون وجود شريكة وكانت نسبة 35.5% من غير العائلات. تألفت نسبة 30.3% من أصل جميع الأسر من أفراد ونسبة 15.5% كانوا يعيش معهم شخص وحيد يبلغ من العمر 65 عاماً فما فوق. وبلغ متوسط حجم الأسرة المعيشية 3.23، أما متوسط حجم العائلات فبلغ 2.55.
بلغ العمر الوسطي للسكان 35.4 عاماً. وكانت نسبة 29.3% من القاطنين تحت سن الثامنة عشر، وكانت نسبة 7.1% بين الثامنة عشر والأربعة وعشرون عاماً، ونسبة 23.9% كانت واقعةً في الفئة العمرية ما بين الخامسة والعشرين حتى الرابعة والأربعين عاماً، ونسبة 22.6% كانت ما بين الخامسة والأربعين حتى الرابعة والستين، ونسبة 17% كانت ضمن فئة الخامسة والستين عاماً فما فوق. وتوزع التركيب الجنسي للسكان بنسبة 48.7% ذكور و51.3% إناث.